# Миоглобинурия
Миоглобинурия (от др.-греч. μυών — мышца, лат. globulinum — глобулин и др.-греч. οὖρον — моча) — синдром, выражающийся в наличии в моче пигмента миоглобина, являющегося хромопротеидом; наблюдается при патологическом распаде мышечного белка. При этом моча приобретает красно-бурую окраску.
Осложняет рабдомиолиз (травматический, ишемический, токсический, генетический). Массивная миоглобинурия, повреждая почечные извитые канальцы, может привести к острой почечной недостаточности.
Миоглобинурия проявляется выделением мочи красного или темно-коричневого цвета, дизурией, иногда болями в пояснице. Дифференциальная диагностика миоглобинурии от макрогематурии основана на микроскопии осадка мочи. Нередко возникают трудности в разграничении миоглобинурии от гемоглобинурии. При миоглобинурии в отличие от гемоглобинурии после добавления сульфата аммония сохраняется красно-коричневое окрашивание мочи. Наиболее точным методом диагностики является иммуноэлектрофоретическое определение миоглобина.

## Причины возникновения
Наблюдается при патологическом распаде мышечного белка, чему способствует действие некоторых лекарственных препаратов и другие факторы.
Миоглобинурия развивается при синдроме длительного сдавливания (краш-синдром) во время стихийных и военных бедствий, разрушениях зданий и т. п., когда миоглобин из раздавленных и размозженных мышц попадает в кровь и частично выделяется почками. Сгущение крови, происходящее при потере внутрисосудистой жидкости, способствует отложению миоглобина в почечных канальцах. Их блокада приводит к развитию почечной недостаточности, требующей при олигоанурии интенсивного лечения с использованием эфферентных методов (гемодиализа).
Миоглобинурию нельзя путать с гематурией. В первом случае в моче обнаруживаются глыбки миоглобина, но она прозрачная, во втором моча содержит эритроциты и она мутная.

## Разновидности
- Миоглобинурия маршевая — см. Гемоглобинурия маршевая
- Миоглобинурия паралитическая (myoglobinuria paralytica; син.: Мейер-Бетца болезнь, Мейер-Бетца синдром) — сочетание синдромов миопатии и обратимой миоглобинурии при котором вслед за приступом мышечной слабости и болезненности мышц (преимущественно нижних конечностей) появляется миоглобинурия, сопровождающаяся наличием в моче альбумина, лейкоцитов, эритроцитов; приступы возникают спонтанно или после длительного мышечного напряжения.
- Миоглобинурия пароксизмальная (myoglobinuria paroxysmalis) — семейная болезнь неясной этиологии, проявляющаяся периодической миоглобинурией и приступами мышечных болей.
- Миоглобинурия пароксизмально-токсическая алиментарная (myoglobinuria paroxysmalis toxica alimentaria) — см. Болезнь юксовско-сартланская
- Миоглобинурия травматическая (myoglobinuria traumatica) — миоглобинурия, возникающая через некоторое время после обширной травмы с размозжением и некробиозом мышц.

Другие причины миоглобинурии:
- Болезнь Мак-Ардля
- Нехватка фосфофруктокиназы[1]
- Злокачественный Нейролептический Синдром (ЗНС)

## Миоглобинурия в ветеринарии
Это острая болезнь лошадей с глубоким нарушением обмена веществ, сопровождающимся ригидностью, дистрофическими изменениями скелетных мышц и появлением в крови и моче миоглобина и продуктов его распада. Болезнь характеризуется быстрым переходом от скрытого к клинически выраженному течению с развитием парезов и параличей. Подобное заболевание может встречаться у рабочих волов и других животных чаще в зимне-весенний период.